# Walther Victor

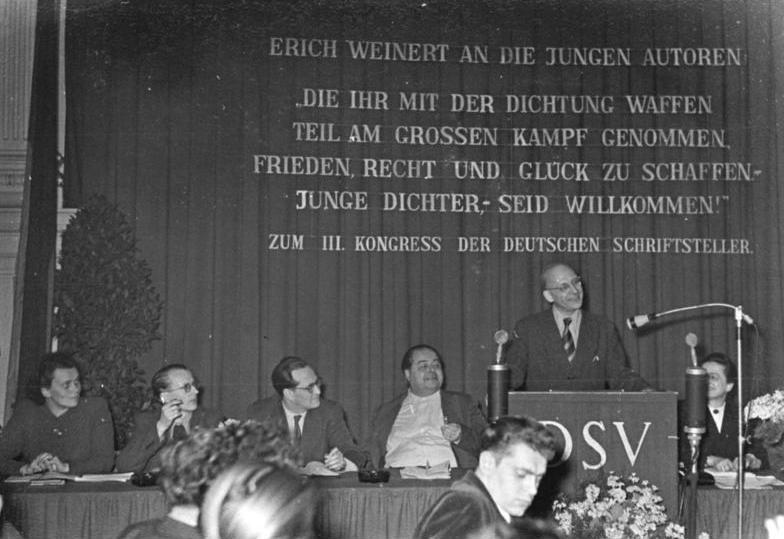
Konferenz junger Autoren am 7. März 1954 in Leipzig, Walther Victor links vom Rednerpult

Walther Victor (* 21. April 1895 in Bad Oeynhausen; † 19. August 1971 in Bad Berka) war ein deutscher Publizist, Herausgeber und Schriftsteller. Er schrieb auch unter den Pseudonymen Myschkin, C. Redo, Walter Zurlinden und Werner Voigt.

## Leben und Wirken
Victor wurde am 21. April 1895 als Sohn jüdischer Eltern, des Fabrikanten Simon Victor (27. November 1860 bis 16. Februar 1943 Theresienstadt) und seiner Ehefrau Regina Victor, geb. Friedenthal (23. Februar 1873 in Posen, bis 4. September 1943 in Theresienstadt oder Treblinka), in Bad Oeynhausen geboren. Nach dem Abitur in Posen schloss er sich der Wandervogelbewegung an und studierte von 1913 bis zum Kriegsbeginn 1914 und nach 1918 Germanistik. 1914 bis 1918 Kriegsteilnehmer. 1919 Eintritt in die SPD. 1919–1923 Redakteur des Hamburger Echo und 1923–1931 des Sächsischen Volksblatts Zwickau. 1926–1931 sozialdemokratischer Stadtrat in Zwickau. Victor war seit 1919 Mitarbeiter an zahlreichen Zeitschriften wie Die Weltbühne und 1932–1933 Herausgeber des 8-Uhr-Abendblatts in Berlin.
Victor und seine damalige Ehefrau Cecilia (geb. Schönfelder) sind die Eltern von Walther Victor jr., geb. am 25. März 1925 in Zwickau.
Nach der Machtergreifung durch die Nationalsozialisten 1933 arbeitete Victor in der Illegalität, lebte unter verschiedenen Namen in Berlin und auf der Insel Reichenau am Bodensee und wurde 1935 verhaftet. Nach seiner Freilassung ging Victor 1935 in die Schweiz ins Exil. 1937 besuchte er Louise Freyberger (siehe auch Karl Kautsky), die letzte Haushälterin von Friedrich Engels, in London und entdeckte mit seiner zweiten Ehefrau Maria Gleit das Grab von Engels Frau Lydia Burns.
In der in Zürich erscheinenden Zeitschrift „Der Naturfreund“ schreibt im November 1938 der Redakteur und Schriftsteller Walther Victor mit „Von der Gemeinschaft durch die Idee“ sein Naturfreunde-Credo. Von der Wandervogelbewegung kommend, schloss er sich 1919 den deutschen Naturfreunden an. Nach mehrjähriger Redakteurarbeit am „Naturfreund“ (1936–1939) führte ihn sein Weg über Luxemburg, Frankreich, die Pyrenäen und Portugal im Jahr 1940 in die USA. Diese Zeitschrift „Der Naturfreund“ veröffentlichte auch im Mai 1941 vom ehemaligen Redakteur Walther Victor (Brooklyn, USA) den Bericht „Bekanntschaft mit den amerikanischen Naturfreunden“: „Ich war unter anderem in Bridgeport (Connecticut) und sprach dort. […] Es umarmten mich ein halbes Dutzend sächsischer Freunde.“
Nach seiner Rückkehr 1947 war er zunächst als Ministerialrat in der Sächsischen Landesregierung in Dresden, dann als freier Schriftsteller und Herausgeber tätig. 1947 Mitglied der SED. Seit 1948 lebte Victor in Berlin. Als Mitbegründer (1948) und 2. Vorsitzender des „Schutzverbandes Deutscher Autoren Zone“, forderte er von Johannes R. Becher, dem Präsidenten des Kulturbundes zur demokratischen Erneuerung Deutschlands, bereits 1949 die Schaffung eines „wirklichen Schriftstellerverbandes“ und gab damit einen wichtigen Impuls für die Gründung des Deutschen Schriftstellerverbandes DSV.
Victor war 1950–1952 Geschäftsführender Vorsitzender des Deutschen Schriftstellerverbandes im Kulturbund zur demokratischen Erneuerung Deutschlands, Gründungsmitglied der Kommission für Nachwuchsfragen, langjähriges Vorstandsmitglied im Schriftstellerverband und seit 1961 Ehrenmitglied des Vorstandes. 1957 erhielt er den neu gegründeten Heinrich-Heine-Preis des Ministeriums für Kultur der DDR. Als Westemigrant und Widersacher von Johannes R. Becher blieben ihm aber einflussreichere Positionen versagt, durfte aber in der sogenannten Intelligenzsiedlung in Berlin-Schönholz wohnen, zu der auch die Straße 201 gehört. 1965 wurde er zum Professor ernannt, 1966 erhielt er die Ehrendoktorwürde der Universität Greifswald.
Das von Victor und Franz Hammer 1947 mit dem „Arbeitskreis Junger Autoren“ entwickelte Modell zur Förderung junger Schriftsteller wurde in den 50er Jahren vom Deutschen Schriftstellerverband übernommen als Einrichtung der literarischen Nachwuchsförderung und in der Arbeitsgemeinschaft Junger Autoren fortgesetzt.
Victor war ein bedeutender Herausgeber und Publizist. Begründet wurde von ihm die Buchreihe Lesebücher für unsere Zeit (Volkslesebücher) mit Einleitung und Zeittafel. Als Autor der Büchergilde Gutenberg machte sich Victor seit 1949 um die Neubegründung der Büchergilde verdient und war eine Zeitlang deren Leiter. 1953 gehörte er zur Gründungsredaktion der Zeitschrift Wochenpost.
Seit 1961 lebte und arbeitete Victor in Weimar. Er hatte ein Sommer-Studio in Bad Berka, wo ihn mit dem Regisseur, Schauspieler und Schriftsteller Martin Hellberg eine enge Freundschaft verband. 1961 erhielt er den Nationalpreis der DDR für Kunst und Literatur „für seine großen Verdienste um die Popularisierung der klassischen deutschen Literatur, insbesondere für seine Volkslesebücher und Jugendschriften“ und 1960 den Vaterländischen Verdienstorden in Silber sowie 1969 in Gold.

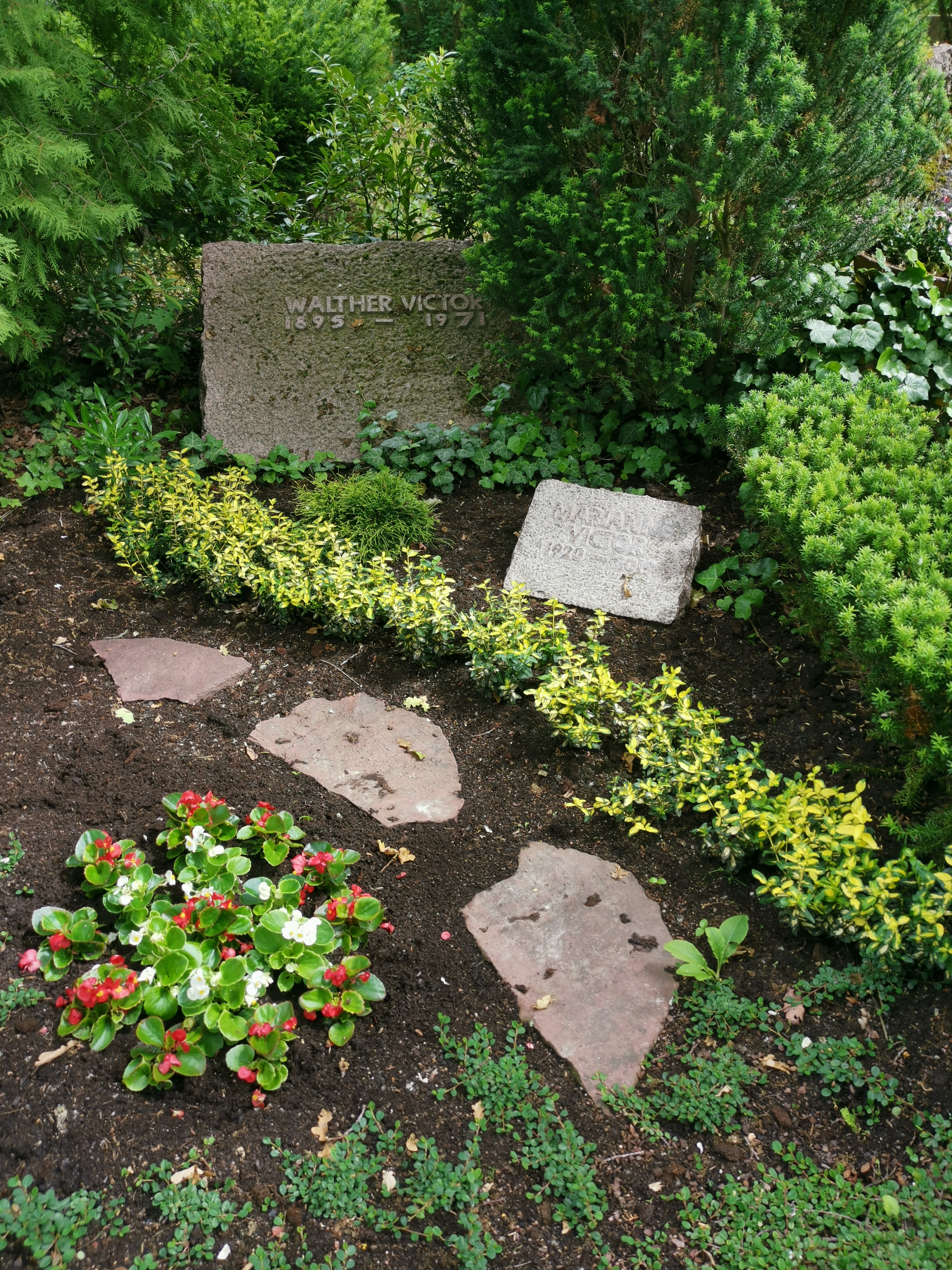
Grabstätte

Victor wurde auf dem Ehrengräberfeld des Historischen Friedhofs in Weimar beigesetzt. Sein Nachlass wurde von seiner Witwe Marianne Victor betreut. Über das umfangreiche Walther-Victor-Archiv verfügt die Akademie der Künste (Berlin) in ihrem Literaturarchiv. In der Weimarer Parkvorstadt im Bereich Dichterweg gibt es die Walther-Victor-Straße.

## Werke
- Neuer Frühling. Auer, Hamburg 1921.
- Abseits vom Tempo. Skizzen. Zwickau, Seifert 1925.
- Atemzüge der Besinnung. Büchergilde Gutenberg Berlin 1928.
- Geliebtes Manuskript. Laubsche Verlagsbuchhandlung Berlin 1930.
- Einer von vielen. Skizzen. J. H. W. Dietz Nachf., Berlin 1930.
- Mathilde. Ein Leben um Heinrich Heine. Mit 12 Bildern, 12 Vignetten und einem Faksimile. Leipzig und Wien 1931.
- General und die Frauen. Vom Erlebnis zur Theorie. Büchergilde Gutenberg, Berlin 1932. DDR Reprint 1982.
- C. Redo: Zwei Deutsche. Goethe und Hitler. Eichen-Verlag, Arbon 1936.
- Die letzten sechs Nächte des Heinrich Heine. Ein Gedenken in seinen Gedanken. Kultur-Verlag, St. Gallen 1936.
- Ein Kranz auf Bebels Grab. Skizze zur Geschichte der deutschen Arbeiterbewegung. Druckereigenossenschaft Aarau, Aarau 1938.
  - Ein Kranz auf Bebels Grab. Skizze zur Geschichte der deutschen Arbeiterbewegung. Volksverlag, Weimar 1948.
- Kehre wieder über die Berge. Eine Autobiographie. Willard Publishing Company, New York, N.Y. 1945.
  - Kehre wieder über die Berge. Eine Autobiographie, herausgegeben von Herbert Greiner-Mai unter Mitarbeit von Marianne Victor. Aufbau Verlag, Berlin und Weimar 1982.
- Handbill on Free Press. Girad, Kansas 1946.
- Es ward Frühling 1848. Bilder aus einem großen Jahr. Berlin 1948.
- Standbild der Freiheit. Thüringer Volksverlag GmbH, Weimar 1949.
- Ein Paket aus Amerika. Thüringer Volksverlag GmbH, Weimar 1950
- Dir allein verleih ich die Stimme…. Notizen um Goethe. Petermänken Verlag Schwerin 1952.
- Marx und Heine. Tatsache und Spekulation in der Darstellung ihrer Beziehungen. Henschel-Verlag Berlin 1952.
- Dasein und Wirken. Goethe 1809. Volksverlag Weimar 1955.
- Unser Deutschland. Ein Buch für alle, die es lieben. Reden. Verlag Neues Leben, Berlin 1957.
- Schiller. Eine Einführung in Leben und Werk unter besonderer Berücksichtigung seiner Jugendzeit. Verlag Neues Leben, Berlin 1961.
- Der beste Freund. Friedrich Engels, sein Leben und sein Werk. Kinderbuchverlag Berlin 1961.
- Weimarer Erinnerungen. Sonette. Berlin und Weimar 1961.
- Es kommt aber darauf an, sie zu verändern. Publizistik, Polemik, Porträts. Volksverlag, Weimar 1962.
- Verachtet mir die Meister nicht. Reden und Schriften zu den Klassikern der deutschen Literatur und des Marxismus. Berlin und Weimar 1965.
- Marx und Engels. Ihr Leben und ihr Werk aufgeschrieben für junge Leser. Kinderbuchverlag, Berlin 1968.
- Goethe in Berlin. Aufbau Verlag, Berlin und Weimar 1970.
- … wie groß ist Dein Tierreich! Eulenspiegel, Berlin 1975.
- Walther Victor. Freund und Feind. Kritik aus fünf Jahrzehnten. Herausgegeben von Herbert Greiner-Mai. Aufbau-Verlag, Berlin und Weimar 1980.
- Bild der Welt, Feuilletons aus fünf Jahrzehnten, herausgegeben von Herbert Greiner-Mai unter Mitarbeit von Marianne Victor, Aufbau Verlag, Berlin und Weimar (3. Auflage 1980)

als Herausgeber:
- Goethe. Ein Lesebuch für unsere Zeit. Volksverlag Weimar 1949. Nachauflagen im Aufbau-Verlag
- Heine. Ein Lesebuch für unsere Zeit. Volksverlag Weimar 1950.
- Lessing – Ein Lesebuch für unsere Zeit. Berlin und Weimar 1951.
- Tucholsky. Eine Lesebuch für unsere Zeit. Volksverlag Weimar 1953.
- Shakespeare. Ein Lesebuch für unsere Zeit. Volksverlag Weimar 1953.
- Hebbel. Eine Lesebuch für unsere Zeit. Volksverlag Weimar 1955.
- Brecht. Ein Lesebuch für unsere Zeit. Volksverlag Weimar 1958.
- Kleist. Ein Lesebuch für unsere Zeit. Volksverlag Weimar 1959.
- Weinert. Ein Lesebuch für unsere Zeit. Volksverlag Weimar 1961

## Brief
- Brief aus dem Lager in Montauban vom 13. Juli 1940 an den Verleger Emil Oprecht in Zürich, in: Egon Schwarz & Matthias Wegner (Hgg): Verbannung. Aufzeichnungen deutscher Schriftsteller im Exil. Christian Wegner 1964, S. 88–92.[7]

## Sekundärliteratur
- Victor, Walther. In: Kurt Böttcher (Gesamtredaktion): Lexikon deutschsprachiger Schriftsteller von den Anfängen bis zur Gegenwart. VEB Bibliographisches Institut Leipzig, 1975; Band 2, S. 309/310
- Irmgard Kratzsch: Das Archiv Walther Victor in der Universitätsbibliothek Jena. Friedrich-Schiller-Universität Jena, Jena 1975.
- Werner Voigt: Die Privatdrucke Walther Victors. In: Marginalien, 1975, 57. Heft, S. 60–62

- Helmut Fritsch: Bibliographie der selbständig erschienenen Veröffentlichungen Walther Victors aus den Jahren 1921–1982 Mit einer Einführung in Leben und Werk von Irmgard Kratzsch. Universitäts-Bibliothek der Friedrich-Schiller-Universität Jena, Jena 1984.
- Werner Voigt: Walther Victor. Ein Weg nach Weimar. Lebens- und Gefühlswelt eines leidenschaftlichen Publizisten. Berlin 1998.
- Bernd-Rainer Barth: Victor, Walther. In: Wer war wer in der DDR? 5. Ausgabe. Band 2. Ch. Links, Berlin 2010, ISBN 978-3-86153-561-4.
- Guy Stern und Julia Schöll: Gender, Exil, Schreiben. Darin: Anke Heimberg: „Schreiben kann man überall. Das ist das Gute an meinem Beruf.“ Die Schriftstellerin Maria Gleit (1909 - 1981) im Exil. Königshausen & Neumann 2002, ISBN 3826023609, S. 41–68. (M. Gleit war Victors Ehefrau in der Exilzeit).
- Dieter Fechner: Persönliche Begegnungen mit Thüringer Autoren im 20./21. Jahrhundert. Verlag Rockstuhl, Bad Langensalza 2014, ISBN 978-3-86777-718-6, Walter Victor (1895–1971), S. 182–189.
- Victor, Walther, in: Werner Röder; Herbert A. Strauss (Hrsg.): International Biographical Dictionary of Central European Emigrés 1933–1945. Band 2,2. München : Saur, 1983, S. 1190f.
- Joachim Schindler: Walter Victor - ein unbestechlicher deutscher Naturfreund. NaturFreundeGeschichte online 2024. http://geschichte.naturfreunde.org/wp-content/uploads/2024/10/Schindler_Walther-Victor-2.pdf
- Joachim Schindler: Ein unbestechlicher Naturfreund. Walter Victor - Emigrant, Schriftsteller, Journalist. In: NATURFREUNDiN, Berlin 2025